# Friedrich Hebbel
 (décembre 2015).
Si vous disposez d'ouvrages ou d'articles de référence ou si vous connaissez des sites web de qualité traitant du thème abordé ici, merci de compléter l'article en donnant les références utiles à sa vérifiabilité et en les liant à la section « Notes et références ».
Christian Friedrich Hebbel, né le 18 mars 1813 à Wesselburen (Dithmarse), mort le 13 décembre 1863 à Vienne, était un poète et un dramaturge allemand.

## Biographie
Allemand du Holstein qui était un territoire peuplé d'Allemands, et un domaine personnel du roi du Danemark (bien que n'appartenant pas au Danemark lui-même) de 1859 jusqu'en 1864, Hebbel était fils d'un maçon sans fortune, il montra très tôt un talent pour la poésie et parvint à faire publier ses vers au Hamburg Modezeitung, grâce à l'appui d'Amalie Schoppe (1791-1858), journaliste populaire et auteur de contes de nourrices à qui il les avait envoyés. Celle-ci lui permit, en outre, d'entrer en 1836 à l'université de Hambourg. Un an après, il partit à Heidelberg étudier le droit, puis à Munich, où il se consacra à la philosophie, à l'histoire et à la littérature. En 1839, il retourna à Hambourg, où il retrouva Elise Lensing, qui l'avait soutenu, lors de ses crises de dépression, dans la capitale bavaroise et qui devaient l'inspirer dans ses poèmes et ses tragédies. La même année, il écrivit sa première tragédie, Judith (de) (éditée en 1841). Jouée l'année suivante à Hambourg et à Berlin, cette pièce le fit connaître dans l'ensemble de l'Allemagne. En 1840, il écrivit la tragédie Genoveva et finit, en 1841, la comédie Le Diamant qu'il avait commencée à Munich.
En 1842, il se rendit à Copenhague, où le roi Christian VIII de Danemark lui accorda une bourse, qui lui permit de visiter Paris et de passer deux ans (1844-1846) en Italie. À Paris, il écrivit sa tragédie Maria-Magdalena et Tragédie de la vie courante (1844). À son retour d'Italie, Hebbel rejoignit Vienne, où deux frères bolonais, les Zerboni di Sposetti, enthousiasmés par son génie, l'avaient invité à séjourner. Il ne devait plus quitter la capitale autrichienne. En 1846, il épousa la belle et riche actrice Christine Enghaus, abandonnant Elise Lensing (qui lui resta fidèle jusqu'à sa mort). En 1849, il devint rédacteur d'une page littéraire. Ses œuvres complètes ont été éditées pour la première fois en douze volumes par E. Kuh à Hambourg en 1866-1868. Son Requiem, texte poétique (Seele, vergiss sie nicht, Seele, vergiss nicht die Toten !, usw/ Mon âme, ne les oublie pas, Mon âme, n'oublie pas les morts !, etc) a inspiré des musiciens (Peter Cornelius, Max Reger).
Richard Wagner utilisa ses travaux pour créer sa gigantesque tétralogie de L'Anneau de Nibelung.

## Tragédies
- Judith (de) (1841)
- Hérode et Mariamne (1850)

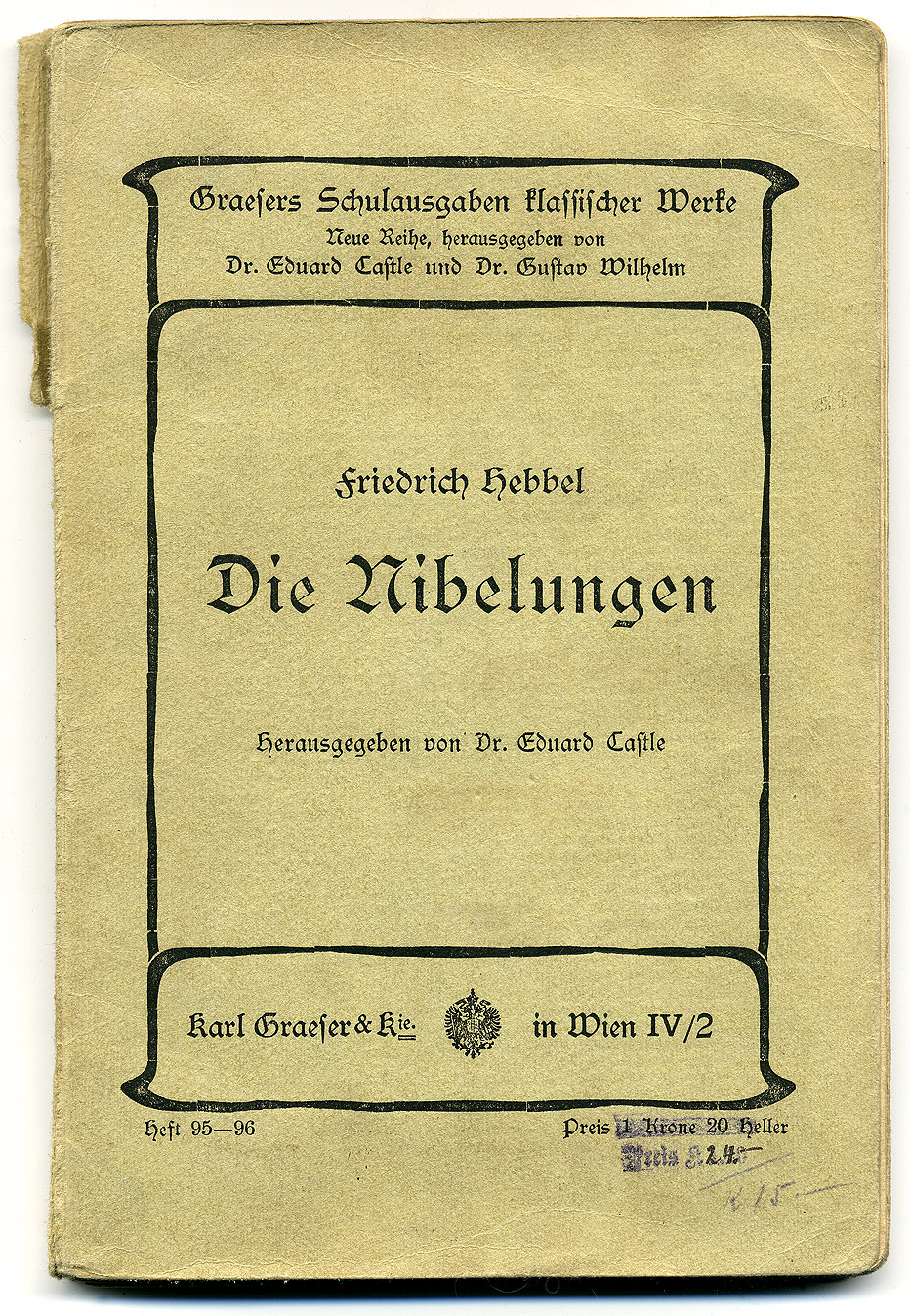
Friedrich Hebbel „Die Nibelungen“ (Schulausgabe um 1900, Wien/Brünn)

- Michel Angelo (1850), en deux actes
- Julia (1851)
- Agnès Bernauer (1855)
- Gygès et son anneau (1856)
- Les Nibelungen, trilogie (1862)
- Demetrius (1864)

## Comédies
- Une Tragédie en Sicicle (1845)
- Le Diamant (1847)
- Le Rubis (1850)

## Poésie
- Mère et enfant (1859)